# 神尾秀雄
神尾 秀雄（かみお ひでお、1920年3月21日 - 2008年10月28日）は、日本の実業家。トヨタ自動車元副社長。千代田火災海上保険(現あいおいニッセイ同和損害保険)元会長。トヨタ中興の祖である豊田英二最高顧問の懐刀と言われた。2013年時トヨタ広報部長の神尾隆は甥。

## 略歴・人物
- 1920年（大正9年）生
- 横浜専門学校(現：神奈川大学)商科卒業

### 職歴
- トヨタ自動車販売入社
- 1983年トヨタ自動車副社長
- 1986年相談役
- 千代田火災海上保険(現あいおい損害保険)会長
- 2008年、心不全のため死去[1]

### 公職
- 日米貿易振興会名古屋貿易センター会長
- 日本商工会議所政策委員会委員
- （財）愛知県国際交流協会副会長
- 1998-1999年まで名古屋商工会議所副会頭
- 愛知万博誘致に尽力
- 中部空港開港に尽力
- 名古屋ボストン美術館の開館に貢献
- 神奈川大学フロンティアクラブ（同窓会の一つ）初代代表

## エピソード
- トヨタの海外事業を推進、特にゼネラルモーターズとの合弁事業（NUMMI）を推し進め、アメリカにおけるトヨタ大発展の礎を築いた。（2008年葬儀の際の奥田碩の弔辞）[3]。